# غرانوليت

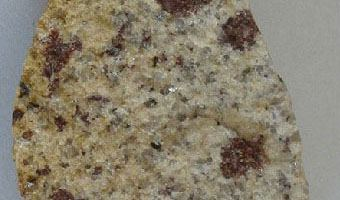
عينة من الصخور المتحولة ذات السحنة الغرانوليتية ذات التركيب الفلسي، مع الأرومات البورفيونية العقيق

الغرانوليت هي فئة من الصخور المتحولة عالية الجودة من سحنات الغرانيت التي شهدت درجات حرارة عالية وتحول ضغط معتدل. إنها متوسطة إلى خشنة الحبيبات وتتكون أساسًا من الفلسبار المرتبط أحيانًا بالكوارتز والمعادن الحديدية المغنيسية اللامائية، مع نسيج غرانوبلاستيك والنايس إلى بنية ضخمة. إنها ذات أهمية خاصة للجيولوجيين لأن العديد من الحبيبات تمثل عينات من القشرة القارية العميقة. تعرضت بعض الحبيبات إلى تخفيف الضغط من أعماق الأرض إلى مستويات قشرة ضحلة عند درجة حرارة عالية؛ برد البعض الآخر بينما ظلت في العمق في الأرض.
تختلف المعادن الموجودة في الغرانوليت اعتمادًا على الصخور الأم للغرانوليت ودرجة الحرارة وظروف الضغط التي حدثت أثناء التحول. النوع الشائع من الغرانوليت الموجود في الصخور المتحولة عالية الجودة في القارات يحتوي على البيروكسين والفلسبار البلاجيوكليز والعقيق الإضافي والأكاسيد وربما الأمفيبول. ويمكن أن يتواجد كلا الكلينوبروكسين وأورثوبروكسين، وفي الواقع، فإن تعايش الكلينو والأورثوبيروكسين في مستقلب (البازلت المتحول) يحدد سحنة الغرانوليت.

رسم تخطيطي يوضح الوجوه المتحولة في مساحة الضغط وودرجة الحرارة.
يتوافق الرسم البياني مع الظروف داخل القشرة الأرضية والغطاء العلوي.

قد يكون الغرانوليت مميزًا بصريًا تمامًا مع عقيق صغير وردي أو أحمر بيرالسبيت وفير في مصفوفة هولوكريستال "حبيبية". قد تتشكل تركيزات العقيق أو الميكا أو الأمفيبولات على طول نمط خطي يشبه النيس أو النطاقات المغماتيت.

## تشكيل - تكوين
تتشكل الغرانوليت في أعماق القشرة الأرضية، عادةً أثناء التحول الإقليمي عند التدرجات الحرارية العالية التي تزيد عن 30 درجة مئوية / كم. في صخور القشرة القارية، قد يتحلل البيوتايت عند درجات حرارة عالية لتكوين الأورثوبروكسين+ فلسبار البوتاسيوم + ماء، مما ينتج غرانوليت. المعادن الأخرى المحتملة التي تتشكل في ظروف ذوبان الجفاف تشمل الصَفِّيرين، الإسبنيل، السيليمانايت، والأوسوميليت. تشير بعض التركيبات مثل الصَفِّيرين + الكوارتز إلى درجات حرارة عالية جدًا تزيد عن 900 درجة مئوية. قد تمثل بعض الحبيبات بقايا الانصهار الجزئي عند استخلاص الذوبان الفلسي بكميات متغيرة، وفي الحالات القصوى تمثل الصخور أن جميع المعادن المكونة لها لا مائية وبالتالي تبدو كما لو أنها لم تذوب في ظروف درجات الحرارة العالية. لذلك، درجات حرارة عالية جدًا من 900 إلى 1150 حتى درجة مئوية ضرورية لإنتاج تجمعات سطوح الغرانوليت المعدنية. درجات الحرارة المرتفعة هذه في أعماق القشرة الأرضية فقط يمكن أن تتحقق عن طريق ارتداد الوشاح المورق فوق سطح الأرض في ظروف التصدع القاري، مما قد يتسبب في التحول الإقليمي عند التدرجات الحرارية العالية التي تزيد عن 30 درجة مئوية / كم.
ت

## سحنات الغرانوليت

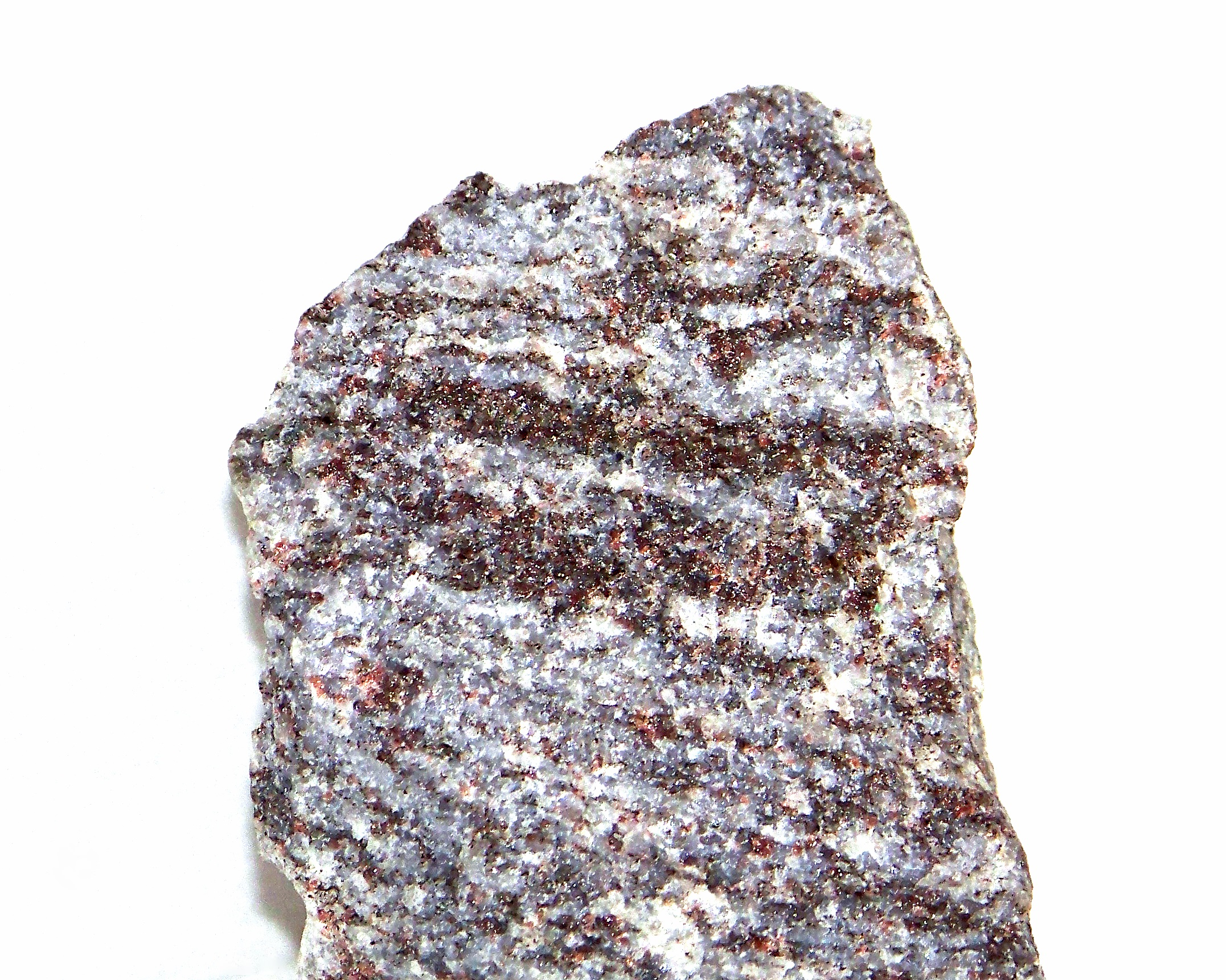
غرانوليت: يظهر بلورات الكوارتز والفلسبار والبيروكسين والعقيق

تُحدد سحنات الغرانوليت عن طريق الحد الأدنى لدرجة الحرارة 700 +/ 50 درجة مئوية ومدى ضغط 2-15 كيلو ب. يتكون التركيب المعدني الأكثر شيوعًا لسطح الغرانوليت من البلاجيوكليز مضاد للفتق، الفلسبار القلوي الذي يحتوي على ما يصل إلى 50٪ من الألبايت و Al 2 O 3- غني البيروكسين.
يُعرف الانتقال بين سحنات الأمفيبوليت والغرانوليت من خلال تفاعل الدرجة المتماثلة:
أمفيبول -> بيروكسين + H 2 O
البيوتايت -> K-فلسبار + غارنيت + الأورثوبروكسين+ H 2 O.
تُعد الطبقات الفرعية للجرانيت هورنبلند منطقة تعايش انتقالية من المعادن الحديدية المغنيسية اللامائية والمرطبة، لذا فإن الدرجة المتماثلة المذكورة أعلاه تحدد الحدود مع الطبقات الفرعية من سحنات غرانوليت البيروكسين - مع تجمعات معدنية لا مائية تمامًا.

## تعريف موسوعة بريتانيكا عام 1911
الغرانوليت (اللاتينية granulum ، «قليل من الحبوب») هو اسم يستخدمه مختصو الصخور للإشارة إلى فئتين متميزتين من الصخور. وفقًا لمصطلحات المدرسة الفرنسية، فإنه يشير إلى الجرانيت الذي يحدث فيه كلا النوعين من الميكا (المسكوفيت والبيوتايت)، ويتوافق مع الجرانيت الألماني، أو الجرانيت البيوتيتي الإنجليزي. لم يُقبل هذا الطلب بشكل عام. [ هذا المعنى الجرانيتى للغرانوليت عفا عليه الزمن الآن.]  بالنسبة لعلماء الصخور الألمان، الغرانوليت هو عبارة عن صخور متحولة دقيقة الحبيبات إلى حد ما، تتكون أساسًا من الكوارتز والفلسبار في بلورات صغيرة غير منتظمة وعادة ما تحتوي أيضًا على عدد لا بأس به من العقيق الأحمر المستدير الباهت. بين الجيولوجيين الإنجليز والأمريكيين، يستخدم المصطلح بشكل عام بهذا المعنى.